# John DeWitt (athlétisme)
John DeWitt (né le 29 octobre 1881 à Phillipsburg et mort le 28 juillet 1930 à New York) est un athlète américain, spécialiste du lancer du marteau.
Il remporte la médaille d'argent du lancer du marteau aux Jeux olympiques de 1904, devancé par son compatriote John Flanagan.